# Eriocnemis isabellae
Eriocnemis isabellae là một loài chim trong họ Trochilidae. Đây là loài đặc hữu Colombia. Loài này được phát hiện năm 2005 và đã được xác nhận là một loài mới vào năm 2007. Loài này có thân dài 8 đến 9 cm (3,1 đến 3,5 in) và cân nặng 4,5 g (0,16 oz). Mỏ ngắn, thẳng và màu đen. feeds on nectar Chúng ăn mật hoa từ các loài thực vật Bejaria resinosa, Cavendishia bracteata, Cinchona pubescens, và Faramea flavicans.